# Kanton Sainte-Rose-2
Kanton Sainte-Rose-2 is een kanton van het Franse departement Guadeloupe. Kanton Sainte-Rose-2 maakt deel uit van het arrondissement Basse-Terre en telt 15.135 inwoners (2019).

## Gemeenten
Het kanton Sainte-Rose-2 omvat de volgende gemeente:
- Sainte-Rose (deels, hoofdplaats)